# Башта № 19 (Судак)
Башта (безіменна) — пам'ятка архітектури національного значення України (охор. № 010071/12), що належить до комплексу пам'яток Генуезької фортеці в Судаку. Згідно з Переліком об'єктів нерухомої спадщини Судацької фортеці Національного заповідника «Софія Київська», башта має порядковий номер 19. Споруджена в 1385—1414 роках.
Передостання вежа північно-західної ділянки нижніх укріплень, знаходиться за 65 м від башти Гварко Румбальдо. Була триярусною, відкритого типу. Збереглися лише основа башти і північна стіна без завершальних зубців-мерлонів. На північній стороні стіни є гніздо, в якому знаходилася плита з датою будівництва споруди і написом.